# La Sínia (el Morell)
La Sínia és una masia del municipi del Morell protegida com a bé cultural d'interès local. La casa conté un jardí romàntic on destaca la presència d'escultures d'estil clàssic, i també compta amb edificis menors annexos, corresponent a la residència dels masovers, el celler o uns magatzems.

## Descripció
La masia coneguda amb el nom de la Sínia, està situada prop del cementiri del Morell. La part exterior està protegida per un mur que en dificulta l'accés. De fet, la porta a la masia presenta dues pilastres quadrades amb decoració floral al zenit de l'edifici.
El mas és força interessant amb les seves dues plantes, i la baixa que té una galeria correguda de deu arcs amb decoració de balustrada a cadascun dels arcs.
Segons la informació rebuda dels propietaris, aquesta galeria estava descoberta i va ser habilitada com a part de l'habitatge fa poc.
També sembla que la masia existia des d'època antiga, perquè molts dels murs de la casa tenen una amplària considerable, potser atribuïble a èpoques llunyanes.
La casa té unes altres portes d'accés per l'est i pel nord, i no en té cap altra a la part adossada a la muralla.
Entre els murs de la casa s'han trobat restes com un gibrell, una pedra de marbre tallada com si fos un basament... El conjunt del mas està molt ben conservat i té altres dependències properes com són uns grans magatzems amb embigats de fusta molt antics, cellers i casa dels masovers.
La finca sempre ha estat agrícola i actualment es dedica al conreu dels avellaners